# Oxyethira espinada
Oxyethira espinada är en nattsländeart som beskrevs av Ralph W. Holzenthal och Harris 1992. Oxyethira espinada ingår i släktet Oxyethira och familjen smånattsländor. Inga underarter finns listade i Catalogue of Life.